# Арабосинское сельское поселение
Арабо́синское се́льское поселе́ние (чув. Арапуç ял тăрăхĕ) — упразднённое муниципальное образование в составе Урмарского района Чувашской Республики.

## Население
| 2010  | 2012  | 2013  | 2014  | 2015  | 2016  | 2017  |
| ----- | ----- | ----- | ----- | ----- | ----- | ----- |
| 2031  | ↘2017 | ↘2012 | ↗2014 | ↘1975 | ↘1938 | ↘1861 |
| 2018  | 2019  | 2020  | 2021  |       |       |       |
| ↘1816 | ↘1760 | ↘1726 | ↘1680 |       |       |       |

## Картографическое описание границ
Северная граница Арабосинского сельского поселения начинается от места пересечения Чубаевского, Челкасинского и Арабосинского сельских поселений. Вдоль автомобильной дороги Урмары — Чубаево проходит в северо-восточном направлении до автомобильной дороги «Аниш», пересекает её, доходит до западной границы пос. Урмары.
Восточная граница Арабосинского сельского поселения проходит по территории филиала «Урмарыгаз», кладбища, пересекает автомобильную дорогу «Аниш», вдоль автомобильной дороги доходит до полосы отвода Горьковской железной дороги, далее в юго-западном направлении проходит вдоль полосы отвода Горьковской железной дороги, пересекает её и проходит в юго-восточном направлении по западным границам муниципального сельскохозяйственного предприятия «Урмарскагропромснаб», закрытого акционерного общества «ГИФ». В северо-восточном направлении идет вдоль автомобильной дороги Урмары — Арабоси, доходит до железнодорожного тупика, в южном направлении идет по оврагам до р. Аря, переходит её, и в юго-западном направлении проходит по юго-восточной границе земель общества с ограниченной ответственностью "Агрофирма «Арабоси» до д. Кудеснеры.
Южная граница Арабосинского сельского поселения проходит по северной границе д. Кудеснеры в западном направлении, поворачивает на юго-запад, проходит по южной границе земель по западной границе общества с ограниченной ответственностью "Агрофирма «Арабоси», идет в западном и юго-западном направлениях по северным границам лесных кварталов 99, 98, 97, 96, 95, 94, 93, 104 Шоркистринского лесничества Янтиковского лесхоза до места пересечения Арабосинского, Кудеснерского сельских поселений и Янтиковского района. 

Западная граница Арабосинского сельского поселения начинается от места пересечения Арабосинского, Кудеснерского сельских поселений и Янтиковского района. По юго-западной границе земель общества с ограниченной ответственностью "Агрофирма «Арабоси» доходит до места пересечения Янтиковского района, Арабосинского и Чубаевского сельских поселений, далее в северо-восточном направлении идет по западной границе земель общества с ограниченной ответственностью "Агрофирма «Арабоси», затем в северном направлении проходит по западной границе земель общества с ограниченной ответственностью "Агрофирма «Арабоси», пересекая Горьковскую железную дорогу, до места пересечения Чубаевского, Челкасинского и Арабосинского сельских поселений.

## Организации
- МБДОУ "Детский сад «Теремок» д.Арабоси
- Приход православной церкви Святителя Николая
- МБОУ "Арабосинская ООШ"
- Офис врача общей практики
- Досуговый центр
- Сельская библиотека
- Магазин Урмарского райпо
- ООО «Агрофирма „Арабоси“»
- ООО «Юман»

## Населённые пункты
В поселение входили следующие населённые пункты :
| Название      | Тип населённого пункта |
| ------------- | ---------------------- |
| Арабоси       | деревня                |
| Новое Исаково | деревня                |